# Нанклар
Нанкла́р (фр. Nanclars) — коммуна во Франции, находится в регионе Пуату — Шаранта. Департамент — Шаранта. Входит в состав кантона Сент-Аман-де-Буакс. Округ коммуны — Ангулем.
Код INSEE коммуны — 16241.
Коммуна расположена приблизительно в 380 км к юго-западу от Парижа, в 85 км южнее Пуатье, в 23 км к северу от Ангулема.

## Население
Население коммуны на 2008 год составляло 206 человек.
| 1962 | 1968 | 1975 | 1982 | 1990 | 1999 | 2008 |
| ---- | ---- | ---- | ---- | ---- | ---- | ---- |
| 209  | 204  | 186  | 194  | 201  | 200  | 206  |

## Администрация
| Период | Период | Фамилия      | Партия | Примечания |
| ------ | ------ | ------------ | ------ | ---------- |
| 1989   | 2001   | Рене Грене   |        |            |
| 2001   | 2014   | Оливье Флёро |        | переводчик |

## Экономика
В 2007 году среди 136 человек в трудоспособном возрасте (15—64 лет) 100 были экономически активными, 36 — неактивными (показатель активности — 73,5 %, в 1999 году было 63,9 %). Из 100 активных работали 91 человек (51 мужчина и 40 женщин), безработных было 9 (3 мужчины и 6 женщин). Среди 36 неактивных 9 человек были учениками или студентами, 16 — пенсионерами, 11 были неактивными по другим причинам.

## Достопримечательности
- Приходская церковь Сен-Мишель (XII век). Исторический памятник с 1920 года[3]

## Фотогалерея

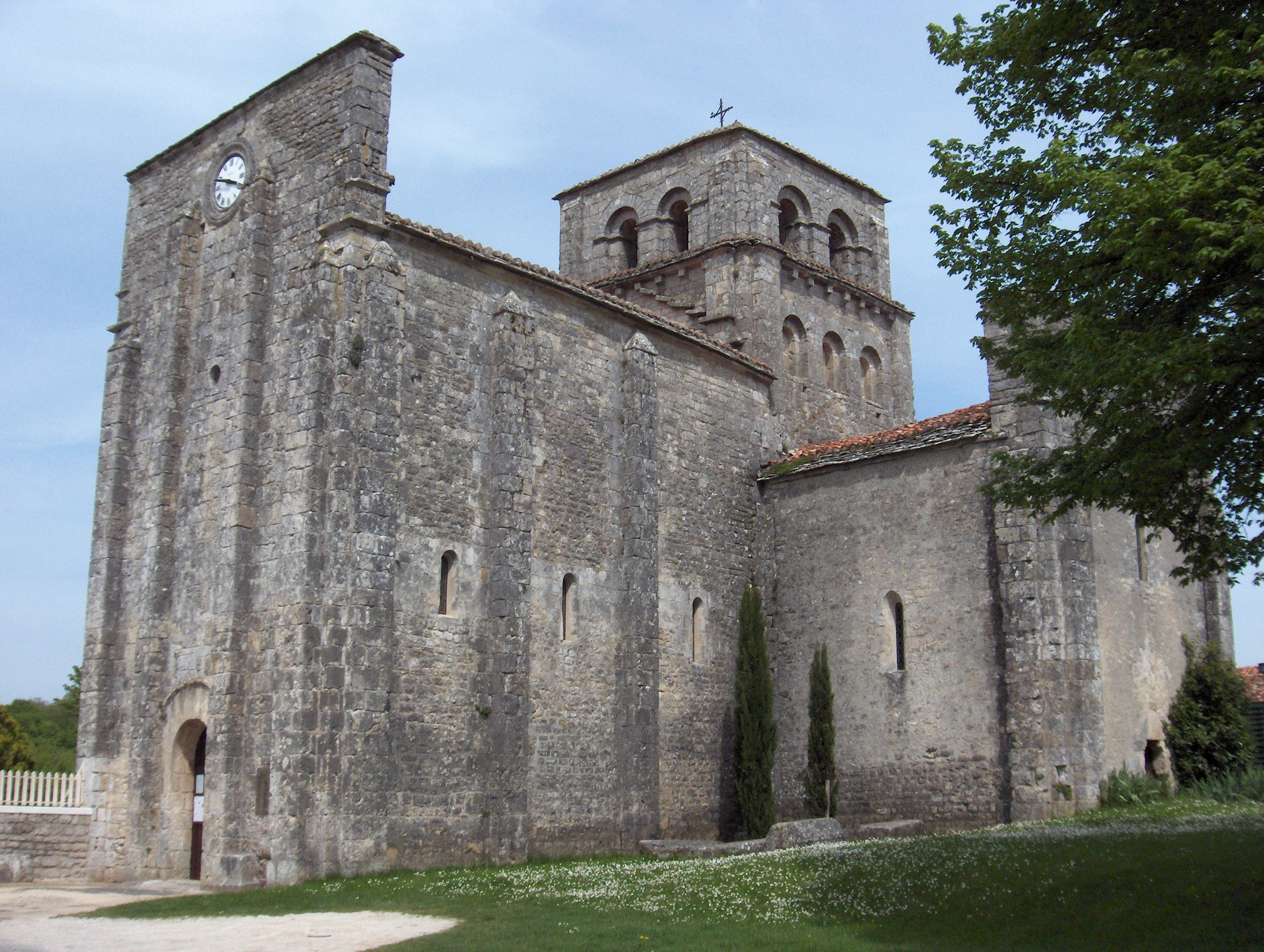
Церковь Сен-Мишель
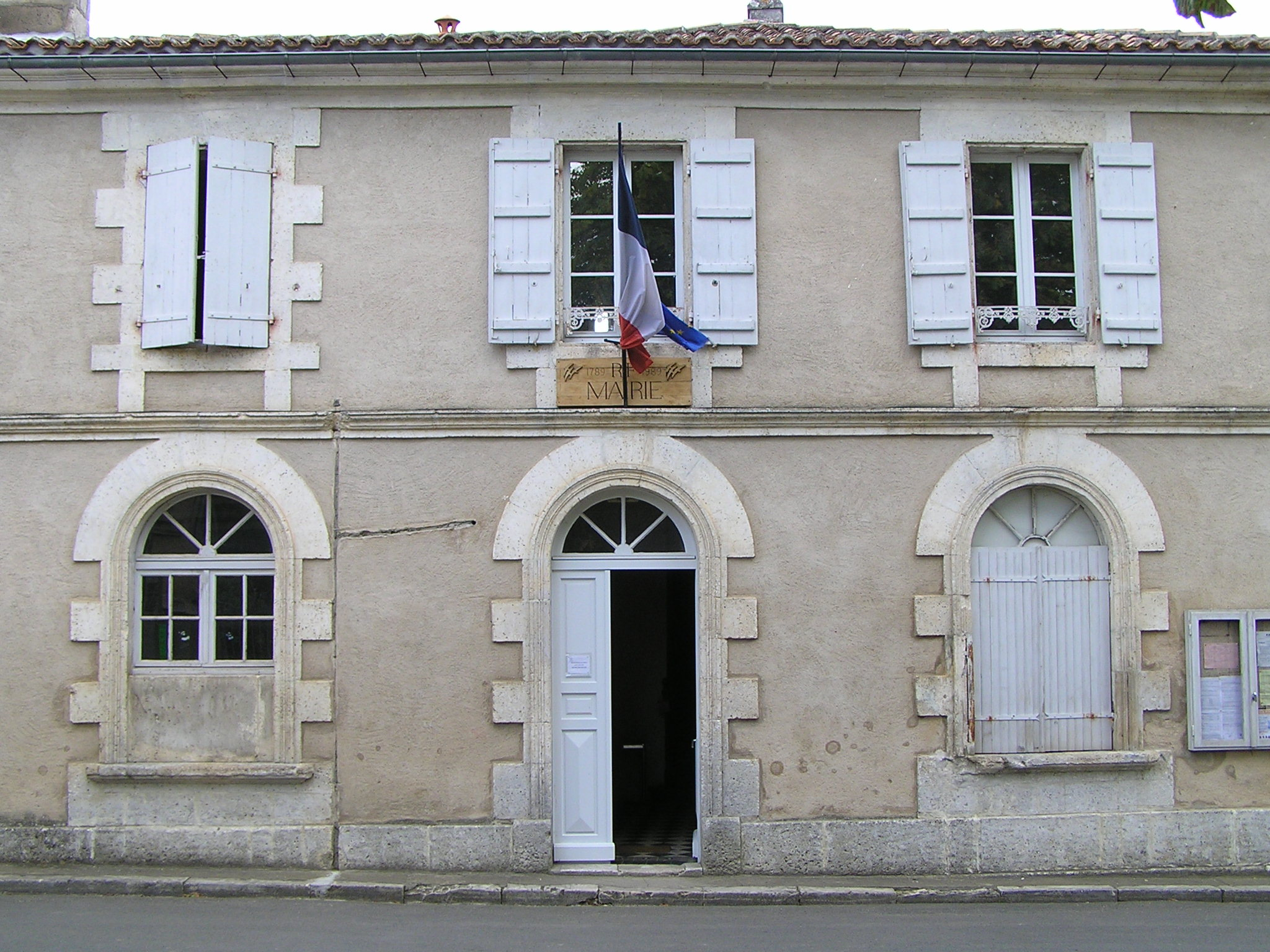
Мэрия
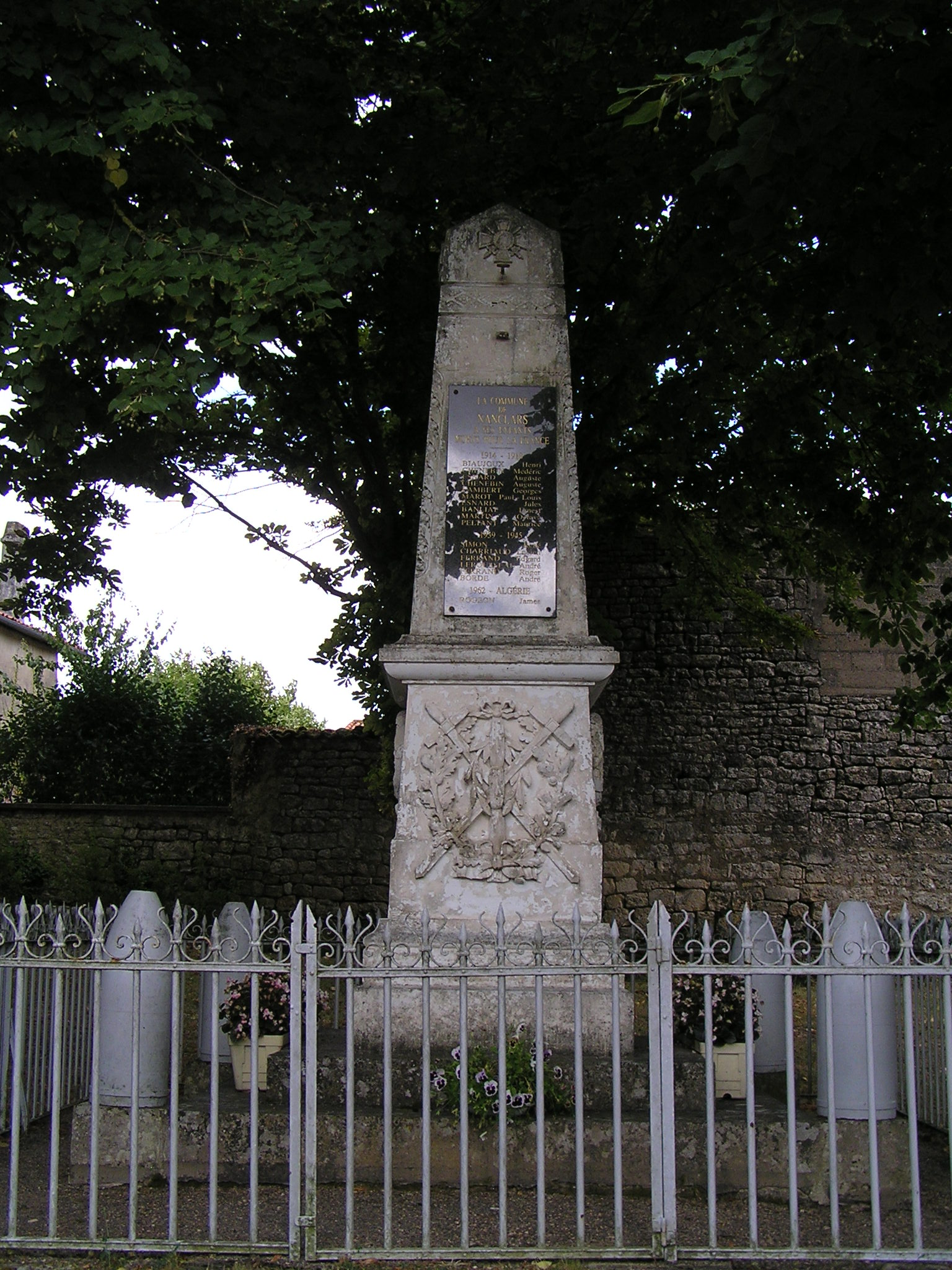
Военный мемориал
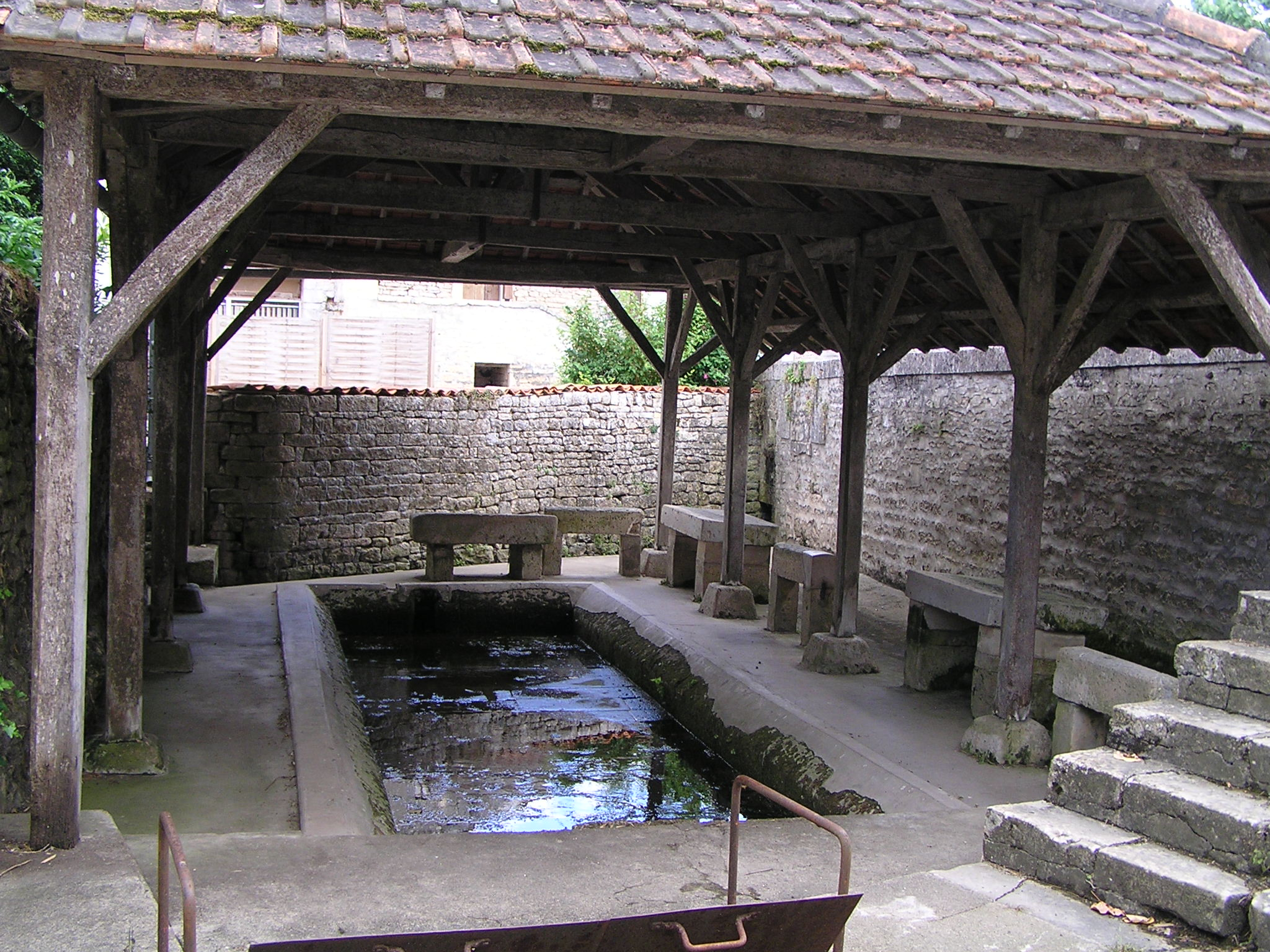
Общественная прачечная